# Полет 17 на „Малайзия Еърлайнс“
Полет 17 на „Малайзия Еърлайнс“ (MH17/MAS17) е редовен международен полет по линията Амстердам – Куала Лумпур на малайзийската авиокомпания „Малайзия Еърлайнс“.
Според съобщение на авиокомпанията самолет „Боинг 777-200ER“, извършващ такъв полет, изчезва от радарите на авиодиспечерите, летейки над Източна Украйна, на 17 юли 2014 година. Малко по-късно е съобщено, че са открити останките на самолета близо до село Грабово (на украински: Грабове) в Донецка област.
Мястото на авиокатастрофата е край границата на Донецка с Луганска област, на 35 километра от украинската граница с Русия. Този район е в зоната на Донбас, където се развива продължителен въоръжен конфликт.
Загиват всички 298 души на борда (283 пътници, 15 членове на екипажа). Води се разследване на причините за катастрофата.
След инцидента Русия и Украйна започват взаимни обвинения в свалянето на самолета.
На 17 юли 2014 г. в 19 часа по московско време информационният канал LifeNews съобщава за победа на донецките сепаратисти, които успели да свалят транспортен самолет Ан-26 на украинските ВВС. Този път около град Торез.[необходимо е уточнение]
Останките и телата на загиналите се намират на територия, контролирана от проруските бунтовници. През първите дни след инцидента те не дават възможност да се изследват черните кутии и въобще да се направи независимо международно разследване за свалянето на самолета. На 22 юли черните кутии все пак са предадени на холандското правителство.
Според Съвета по национална сигурност на САЩ самолетът е свален от проруските въоръжени формирования.
Според разследване на Федералната служба за разузнаване на Германия (на немски: Bundesnachrichtendienst, BND), самолетът е бил свален от проруските сепаратисти.
В първи доклад, от септември 2014 г., международните следователи, ръководени от Холандия, казаха, че самолетът е бил „надупчен по време на полет от обекти, летящи с висока скорост“.
През август 2015 г. те идентифицираха елементи, които вероятно са били част от ракетна система земя-въздух „Бук“.[необходимо е уточнение]
През септември 2016 г. следователите казаха, че са „получили“ неоспорими доказателства, за да установят, че самолетът е бил свален от ракета „Бук“, пристигнала от Русия.
През май 2018 г. следователите установиха, че ракетата, свалила самолета, е дошла от 53-та противовъздушна бригада от руските въоръжени сили, базирана в Курск, Западна Русия.
На 19 юни тази година следователите обявиха, че са идентифицирали четирима заподозрени, които ще бъдат съдени от холандската прокуратура за убийство. Това са руснаците Сергей Дубински, Игор Гиркин и Олег Пулатов, и украинецът Леонид Харченко – високопоставени кадри на проруските сепаратисти в Източна Украйна.
Те са обвинени, че са ескортирали системата „Бук“ и че са причинили разбиването на самолета. Процесът срещу тях ще започне на 9 март 2020 г. в съд в Схипхол, близо до летището, откъдето потегли разбилият се самолет. Малко вероятно е заподозрените да присъстват на делото. Русия и Украйна не екстрадират своите граждани, съдени в чужбина. Те може да бъдат съдени задочно.
Следователите не изключват в бъдеще да бъде заведено дело и срещу други заподозрени. Те издирват членовете на екипажа за управление на системата „Бук“ и хора, които са били брънка от веригата на руското командване.
В деня на 5-ата годишнина от трагичното събитие служител от Украинската служба за сигурност (СБУ) съобщи в Киев, че сепаратистът, организирал транспорта и докарал в Украйна ракетата, с която бе свален самолетът, е бил заловен преди две години и излежава присъда в украински затвор. Виталий Макаров обаче не идентифицира лицето и не обясни защо тази информация не е била съобщена по-рано. Той добави, че са идентифицирани над 150 души, замесени в транспортирането на ракетната установка до Украйна и обратно.[необходимо е уточнение]
През юни 2019 украинските тайни служби арестуват в Снижне (на окупираната от Русия територия на Украйна) бившия командващ противовъздушната отбрана на проруските сепаратисти в самообявилата се Донецка народна република (ДНР) Володимир Цемах и го докарват в Киев. Той е сред главните заподозрени за трагедията от 17 юли 2014 г.
Русия поиска да получи Цемах като част от договорената с Украйна размяна на затворници и на 7 септември 2019 той бе предаден на руската страна по време на обмена на военнопленници, въпреки обръщението на евродепутати до Володимир Зеленски да не дава на Русия сепаратисткия командир .[необходимо е уточнение]
Близките на загиналите при разбиването на самолета отделно поискаха от Европейския съд за правата на човека да „признае отговорността на Москва“ за катастрофата. На 8 юли 2025 година Европейският съд по правата на човека обяви, че Русия стои зад свалянето на полет MH17 на Малайзия Еърлайнз над Донбас през 2014 г., при което загинаха 298 души, с което решение за първи път международен съд признава Русия за отговорна за катастрофата на полет MH17 от Амстедам до Куала Лумпур.[необходимо е уточнение] Жалби от над 500 членове на семействата на загиналите в катастрофата също са подадени в Европейския съд по правата на човека. Те ще бъдат разгледани и ЕСПЧ ще се произнесе за обезщетение по-късно. Сред обвиненията, като утежняващо вината обстоятелство е грубо нарушение на правата на човека от страна на Русия. Самият Европейски съд по правата на човека също нарече решението важно сега, след като доказателствата срещу Русия са установени. Тъй като мирът в Европа е под натиск, съдът смята, че е особено важно да продължи да се раздава правосъдие. ЕСПЧ се произнесе на 8 юли 2025 година и по дела, заведени от името на Украйна. Русия е виновна за груби нарушения на човешките права в Украйна от години, се казва в присъдата. Присъдата срещу Русия по това дело ще бъде използвана за основа, както по делото на 500-те наследници на загиналите,[необходимо е уточнение] така и по време на специалния трибунал срещу Русия, който ще стартира най-късно в началото на 2026 година, и ще съдържа обвинения за военните престъпления на Владимир Путин и престъплението "агресия".[необходимо е уточнение]

## Галерия
- Buk-m2
- Маршрут на полета
- Мястото на катастрофата